# Crescencio
Crescencio es un nombre propio masculino de origen latino en su variante en español. Proviene del latín Crescentius, derivado de crescens (creciente), sobrenombre que daban los romanos a Júpiter niño y a Diana como personificación de la luna.

## Santoral
- 5 de abril: beata María Crescencia Höss, virgen (f. 1744).
- 15 de abril: san Crescente de Mira, mártir.
- 18 de julio: san Crescente de Roma, mártir (s. III/IV).
- 4 de agosto: san Crescencio de Roma, mártir (f. 258).
- 8 de agosto: san Crescenciano de Roma, mártir (s. IV).
- 1 de septiembre: beato Crescencio Lasheras Aizcorbe, mártir (f. 1936).
- 26 de septiembre: beata Crescencia Valls Espí, virgen y mártir (f. 1936).
- 3 de octubre: beato Crescencio García Pobo, presbítero y mártir (f. 1936).
- 28 de noviembre: san Crescente de Bizacena, obispo (s. V).

## Variantes
- Femenino: Crescencia.

### Variantes en otros idiomas
| Variantes en otras lenguas | Variantes en otras lenguas          |
| -------------------------- | ----------------------------------- |
| Español                    | Crescencio, Crescente, Crescenciano |
| Alemán                     | Crescentius, Kreszenz               |
| Catalán                    | Crescenci, Crescenç                 |
| Checo                      | Krescencius, Rostislav              |
| Croata                     | Krescencije                         |
| Danés                      | Crescentius                         |
| Euskera                    | Keskentzi                           |
| Finlandés                  | Crescentius                         |
| Francés                    | Crescent, Crescence                 |
| Holandés                   | Crescentius                         |
| Húngaro                    | Kreszcenciusz                       |
| Inglés                     | Crescentius                         |
| Italiano                   | Crescenzo                           |
| Latín                      | Crescentius                         |
| Lituano                    | Krescencijus                        |
| Noruego                    | Crescentius                         |
| Polaco                     | Krescencjusz, Krescenty             |
| Portugués                  | Crescêncio                          |
| Rumano                     | Crescenţiu                          |
| Ruso                       | Кресценций (Krescencij)             |
| Sardo                      | Crescènziu                          |
| Sueco                      | Crescentius                         |
| Ucraniano                  | Кресцентiй (Krescentij)             |